# Neetzow
Neetzow este o comună din landul Mecklenburg-Pomerania Inferioară, Germania.